# 肯尼迪 (密蘇里州)
肯尼迪（英語：Kennedy）是位於美國密蘇里州佩米斯科特縣的鬼鎮。

## 歷史
肯尼迪的郵局於1890年設立，其後於1915年停運。

## 地理
肯尼迪所處的海拔為高於海平面84米（即276英呎），而該地所採用的時區為UTC-6，即北美中部時區（CST）。同時該地設有夏令時間，為UTC-6調快一小時，即UTC-5（CDT）。